# Julia Dietze
Julia Dietze (Marsiglia, 9 gennaio 1981) è un'attrice tedesca.

## Filmografia parziale

### Cinema
- Little Paris, regia di Miriam Dehne (2008)
- Robert Zimmermann wundert sich über die Liebe, regia di Leander Haußmann (2008)
- 1 1/2 Ritter - Auf der Suche nach der hinreißenden Herzelinde, regia di Til Schweiger e Torsten Künstler (2008)
- Lucky Fritz, regia di Stephen Manuel (2009)
- 205 - Zimmer der Angst, regia di Rainer Matsutani (2011)
- Iron Sky, regia di Timo Vuorensola (2012)
- Iron Sky - La battaglia continua (Iron Sky: The Coming Race), regia di Timo Vuorensola (2019)

### Televisione
- Primi baci - Quando l'amore fa sognare (Mein erster Freund, Mutter und ich), regia di Annette Ernst – film TV (2003)